# Colombiana (flamenco)
Pour les articles homonymes, voir Colombiana (homonymie).
La colombiana est un palo flamenco créé en 1931 par le chanteur Pepe Marchena.

## Présentation
Elle est considérée comme un des styles les plus récents de cet art musical.
En 1932, Pepe Marchena enregistre une version de colombiana accompagnée à la guitare par Ramón Montoya. Le texte contient six vers de huit syllabes, et le rythme témoigne de l'influence de la musique cubaine, à l'instar de ce qui arrive à d'autres palos de flamenco sous l'influence hispanoaméricaine, comme la guajira, la milonga et la rumba.
À partir de sa création, ce style se diffusa rapidement et fut bien accueilli par le public, bien que les puristes le considèrent éloigné des cantes (chants) authentiques.
Elle a été interprétée par divers artistes, dont se distinguent notamment la version dansée par Carmen Amaya, l'interprétation musicale de Paco de Lucía ou celles chantées par Pepe el Molinero, Rocío Jurado et Ana Reverte, cette dernière lui ajoutant une série de notes personnelles. La colombiana Serranía du Brésil, qu'interprétait La Niña de la Puebla en duo avec son mari Luquitas de Marchena, est également célèbre.